# Punkewitz
Punkewitz ist ein Ortsteil der Gemeinde Mertendorf im Burgenlandkreis in Sachsen-Anhalt.

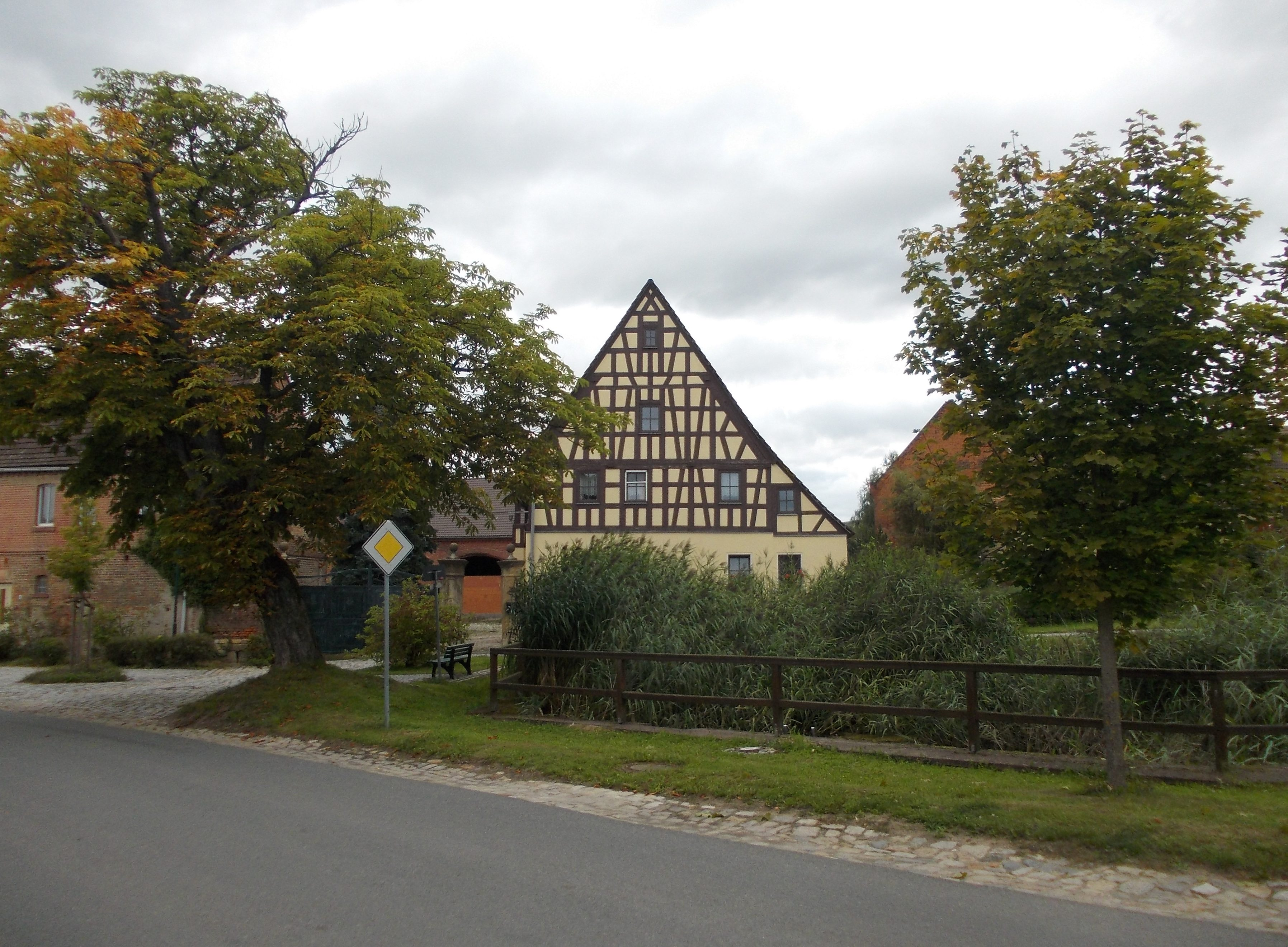
Teich und Fachwerkhaus

## Geografie
Punkewitz liegt westlich von Mertendorf am gegenüberliegenden Ufer der Wethau. In der Ortsflur liegt die Wüstung Loisch.

## Geschichte
Der Ort wurde um 1030 erstmals in einer Urkunde des Kaisers Konrad II. als „Buonkouvize“ genannt. Im Jahr 1186 übereignete der ludowingische Landgraf Ludwig III. von Thüringen seine Besitzungen zu Punkewitz mit allen Gerechtigkeiten und Gerichten dem Kloster Pforta. Die Gerichte über den ganzen Ort mit Einschluss des Blutbanns erhielt das Kloster Pforta im Jahr 1272 von Markgraf Dietrich von Landsberg.
Nach der Säkularisation des Klosters Pforta im Jahr 1540 gehörte Punkewitz mit dem Nachbarort Mertendorf als Exklave von 1543 bis 1815 zum kursächsischen Schulamt Pforta. Ihre Steuerschocke mussten die beiden Exklavenorte jedoch ins kursächsische Amt Weißenfels zahlen.
Durch die Beschlüsse des Wiener Kongresses kam Punkewitz zu Preußen und wurde 1816 dem Landkreis Naumburg im Regierungsbezirk Merseburg der Provinz Sachsen zugeteilt, zu dem es bis zur Auflösung des Kreises 1932 gehörte.
Das genaue Eingemeindungsdatum von Punkewitz nach Mertendorf ist unbekannt, es geschah jedoch vor 1950. Seit dem Zusammenschluss der Gemeinden Görschen und Löbitz (inkl. Großgestewitz) mit der Gemeinde Mertendorf am 1. Januar 2010 ist Punkewitz ein Ortsteil der neuen Gemeinde Mertendorf.

## Denkmäler
- Kriegerdenkmal